# Wólka Skowierska
Wólka Skowierska – część wsi Skowierzyn położona w Polsce,  w województwie podkarpackim, w powiecie stalowowolskim, w gminie Zaleszany.
W latach 1975–1998 Wólka Skowierska należała administracyjnie do województwa tarnobrzeskiego.